# Ghiacciaio Strandzha
Il Ghiacciaio Strandzha (in lingua bulgara: Ледник Странджа, Lednik Strandža) è un ghiacciaio antartico situato nella Penisola Burgas dell'Isola Livingston, nelle Isole Shetland Meridionali, in Antartide. È posto a nordest del Ghiacciaio Ropotamo e a sud del Sopot Ice Piedmont e a sudovest del Ghiacciaio Pautalia.
Il ghiacciaio è delimitato a ovest dal Delchev Peak, a nordovest da Spartacus Peak, Trigrad Gap e Yavorov Peak, e da Elena Peak a nord. 
Il ghiacciaio si estende per 1,6 km in direzione nordest-sudovest e per 800 m in direzione nordovest-sudest; fluisce in direzione sudest verso lo Stretto di Bransfield.
La denominazione è stata assegnata in riferimento ai Monti Strandža della Bulgaria.

## Localizzazione
Il punto centrale del ghiacciaio è posizionato alle coordinate 62°38′20″S 59°54′00″W. Rilevazione topografica bulgara nel corso della spedizione Tangra 2004/05 e mappatura nel 2005 e 2009.

## Mappe
- L.L. Ivanov et al. Antarctica: Livingston Island and Greenwich Island, South Shetland Islands. Scale 1:100000 topographic map. Sofia: Antarctic Place-names Commission of Bulgaria, 2005.
- L.L. Ivanov.  Antarctica: Livingston Island and Greenwich, Robert, Snow and Smith Islands (JPG), su apcbg.org.. Scale 1:120000 topographic map. Troyan: Manfred Wörner Foundation, 2009. ISBN 978-954-92032-6-4